# Silicoizi
Silicoizii sunt săruri oxigenate ale acizilor, derivate din elementele coloanei a IV-a dinTabelul periodic al elementelor: carbonați, silicați etc.